# 27270 Guidotti
27270 Guidotti è un asteroide della fascia principale. Scoperto nel 2000, presenta un'orbita caratterizzata da un semiasse maggiore pari a 2,4465843 au e da un'eccentricità di 0,0643822, inclinata di 2,78437° rispetto all'eclittica.
L'asteroide è dedicato all'astronomo amatoriale italiano Guido Guidotti.